# Angela Bassett/Auszeichnungen
Liste von Auszeichnungen der US-amerikanischen Filmschauspielerin Angela Bassett

## Auszeichnungen

### Academy Awards
| Jahr | Werk                                                                  | Kategorie                             | Resultat  |
| ---- | --------------------------------------------------------------------- | ------------------------------------- | --------- |
| 1994 | Tina – What’s Love Got to Do with It? (What’s Love Got to Do with It) | Academy Award Beste Darstellerin      | Nominiert |
| 2023 | Black Panther: Wakanda Forever                                        | Academy Award Beste Nebendarstellerin | Nominiert |
| 2024 | Für ihr Lebenswerk als Schauspielerin                                 | Ehrenoscar                            | Gewonnen  |

### BET Awards
| Jahr | Werk                                         | Kategorie                     | Resultat  |
| ---- | -------------------------------------------- | ----------------------------- | --------- |
| 2001 | Boesman and Lena                             | BET Awards Beste Darstellerin | Nominiert |
| 2002 | The Score                                    | BET Awards Beste Darstellerin | Nominiert |
| 2007 | Akeelah ist die Größte (Akeelah and the Bee) | BET Awards Beste Darstellerin | Nominiert |
| 2008 | Meet the Browns                              | BET Awards Beste Darstellerin | Nominiert |
| 2009 | Notorious B.I.G.                             | BET Awards Beste Darstellerin | Nominiert |
| 2012 | Jumping the Broom                            | BET Awards Beste Darstellerin | Nominiert |
| 2013 | Olympus Has Fallen                           | BET Awards Beste Darstellerin | Nominiert |

### Black Reel Awards
| Jahr | Werk                                                     | Kategorie                                 | Resultat  |
| ---- | -------------------------------------------------------- | ----------------------------------------- | --------- |
| 2000 | Music of the Heart                                       | Beste Nebendarstellerin                   | Nominiert |
| 2001 | Boesman and Lena                                         | Beste Darstellerin                        | Nominiert |
| 2003 | Land des Sonnenscheins – Sunshine State (Sunshine State) | Beste Darstellerin                        | Gewonnen  |
| 2005 | Mr 3000                                                  | Beste Darstellerin - Musical oder Komödie | Nominiert |
| 2007 | Akeelah ist die Größte (Akeelah and the Bee)             | Beste Nebendarstellerin                   | Nominiert |
| 2012 | Jumping the Broom                                        | Beste Nebendarstellerin                   | Nominiert |

### Golden Globe Awards
| Jahr | Werk                                                                  | Kategorie                                 | Resultat |
| ---- | --------------------------------------------------------------------- | ----------------------------------------- | -------- |
| 1994 | Tina – What’s Love Got to Do with It? (What’s Love Got to Do with It) | Beste Darstellerin - Musical oder Komödie | Gewonnen |
| 2023 | Black Panther: Wakanda Forever                                        | Beste Nebendarstellerin - Motion Picture  | Gewonnen |

### Image Awards
| Jahr | Werk                                                                           | Kategorie                           | Resultat  |
| ---- | ------------------------------------------------------------------------------ | ----------------------------------- | --------- |
| 1995 | Malcolm X                                                                      | Beste Nebendarstellerin-Spielfilm   | Gewonnen  |
| 1995 | Tina – What’s Love Got to Do with It? (What’s Love Got to Do with It)          | Beste Darstellerin-Spielfilm        | Gewonnen  |
| 1996 | Waiting to Exhale – Warten auf Mr. Right (Waiting to Exhale)                   | Beste Darstellerin-Spielfilm        | Nominiert |
| 1997 | Contact                                                                        | Beste Nebendarstellerin - Miniserie | Nominiert |
| 1999 | Stella’s Groove – Männer sind die halbe Miete (How Stella Got Her Groove Back) | Beste Darstellerin-Spielfilm        | Gewonnen  |
| 2000 | Music of the Heart                                                             | Beste Nebendarstellerin             | Gewonnen  |
| 2001 | Boesman and Lena                                                               | Beste Darstellerin-Spielfilm        | Nominiert |
| 2002 | The Score                                                                      | Beste Nebendarstellerin-Spielfilm   | Nominiert |
| 2005 | Mr 3000                                                                        | Beste Darstellerin-Spielfilm        | Nominiert |
| 2007 | Akeelah ist die Größte (Akeelah and the Bee)                                   | Beste Nebendarstellerin             | Nominiert |
| 2009 | Meet the Browns                                                                | Beste Darstellerin-Spielfilm        | Nominiert |
| 2014 | Black Nativity                                                                 | Beste Darstellerin                  | Nominiert |

### MTV Movie Awards
| Jahr | Werk                                                                  | Kategorie                    | Resultat  |
| ---- | --------------------------------------------------------------------- | ---------------------------- | --------- |
| 1994 | Tina – What’s Love Got to Do with It? (What’s Love Got to Do with It) | Beste weibliche Darstellerin | Nominiert |

### Saturn Awards
| Jahr | Werk         | Kategorie          | Resultat |
| ---- | ------------ | ------------------ | -------- |
| 1996 | Strange Days | Beste Darstellerin | Gewonnen |

## Fernsehpreise

### BET Awards
| Jahr | Werk                                  | Kategorie                     | Resultat  |
| ---- | ------------------------------------- | ----------------------------- | --------- |
| 2002 | The Rosa Parks Story                  | Beste Darstellerin-Television | Nominiert |
| 2009 | Emergency Room – Die Notaufnahme (ER) | Beste Darstellerin-Television | Nominiert |
| 2013 | Betty and Coretta                     | Beste Darstellerin-Television | Nominiert |

### Black Reel Awards
| Jahr | Werk                   | Kategorie                     | Resultat  |
| ---- | ---------------------- | ----------------------------- | --------- |
| 2002 | Ruby's Bucket of Blood | Beste Darstellerin-Television | Gewonnen  |
| 2003 | The Rosa Parks Story   | Beste Darstellerin-Fernsehen  | Gewonnen  |
| 2014 | Betty and Coretta      | Beste Darstellerin-Miniserie  | Nominiert |

### Daytime Emmy Awards
| Jahr | Werk        | Kategorie                      | Resultat  |
| ---- | ----------- | ------------------------------ | --------- |
| 1996 | Storytime   | Outstanding Children's Special | Nominiert |
| 2003 | Our America | Outstanding Children's Special | Nominiert |

### Image Awards
| Jahr | Werk                                  | Kategorie                                                   | Resultat  |
| ---- | ------------------------------------- | ----------------------------------------------------------- | --------- |
| 2002 | Ruby's Bucket of Blood                | Beste Darstellerin                                          | Gewonnen  |
| 2009 | Emergency Room – Die Notaufnahme (ER) | Beste Nebendarstellerin in einer Miniserie oder Fernsehfilm | Gewonnen  |
| 2014 | American Horror Story                 | Beste Darstellerin in einer Miniserie oder Fernsehfilm      | Nominiert |
| 2014 | Betty and Coretta                     | Beste Darstellerin-Miniserie                                | Nominiert |

### Primetime Emmy Awards
| Jahr | Werk                  | Kategorie                                                   | Resultat  |
| ---- | --------------------- | ----------------------------------------------------------- | --------- |
| 2002 | The Rosa Parks Story  | Beste Nebendarstellerin in einer Miniserie oder Fernsehfilm | Nominiert |
| 2014 | American Horror Story | Beste Nebendarstellerin in einer Miniserie                  | Nominiert |

### Screen Actors Guild Awards
| Jahr | Werk                   | Kategorie                                                   | Resultat  |
| ---- | ---------------------- | ----------------------------------------------------------- | --------- |
| 2002 | Ruby's Bucket of Blood | Beste Nebendarstellerin in einer Miniserie oder Fernsehfilm | Nominiert |
| 2014 | Betty and Coretta      | Beste Nebendarstellerin in einer Miniserie oder Fernsehfilm | Nominiert |

## Critics awards

### Chicago Film Critics Association Awards
| Jahr | Werk                                                                  | Kategorie          | Resultat  |
| ---- | --------------------------------------------------------------------- | ------------------ | --------- |
| 1994 | Tina – What’s Love Got to Do with It? (What’s Love Got to Do with It) | Beste Darstellerin | Nominiert |

### Dallas-Fort Worth Film Critics Association Awards
| Jahr | Werk                                                                  | Kategorie          | Resultat  |
| ---- | --------------------------------------------------------------------- | ------------------ | --------- |
| 1994 | Tina – What’s Love Got to Do with It? (What’s Love Got to Do with It) | Beste Darstellerin | Nominiert |